# Callithrix chrysoleuca
Mico chrysoleuca là một loài động vật có vú trong họ Cebidae, bộ Linh trưởng. Loài này được Wagner mô tả năm 1842.

## Hình ảnh

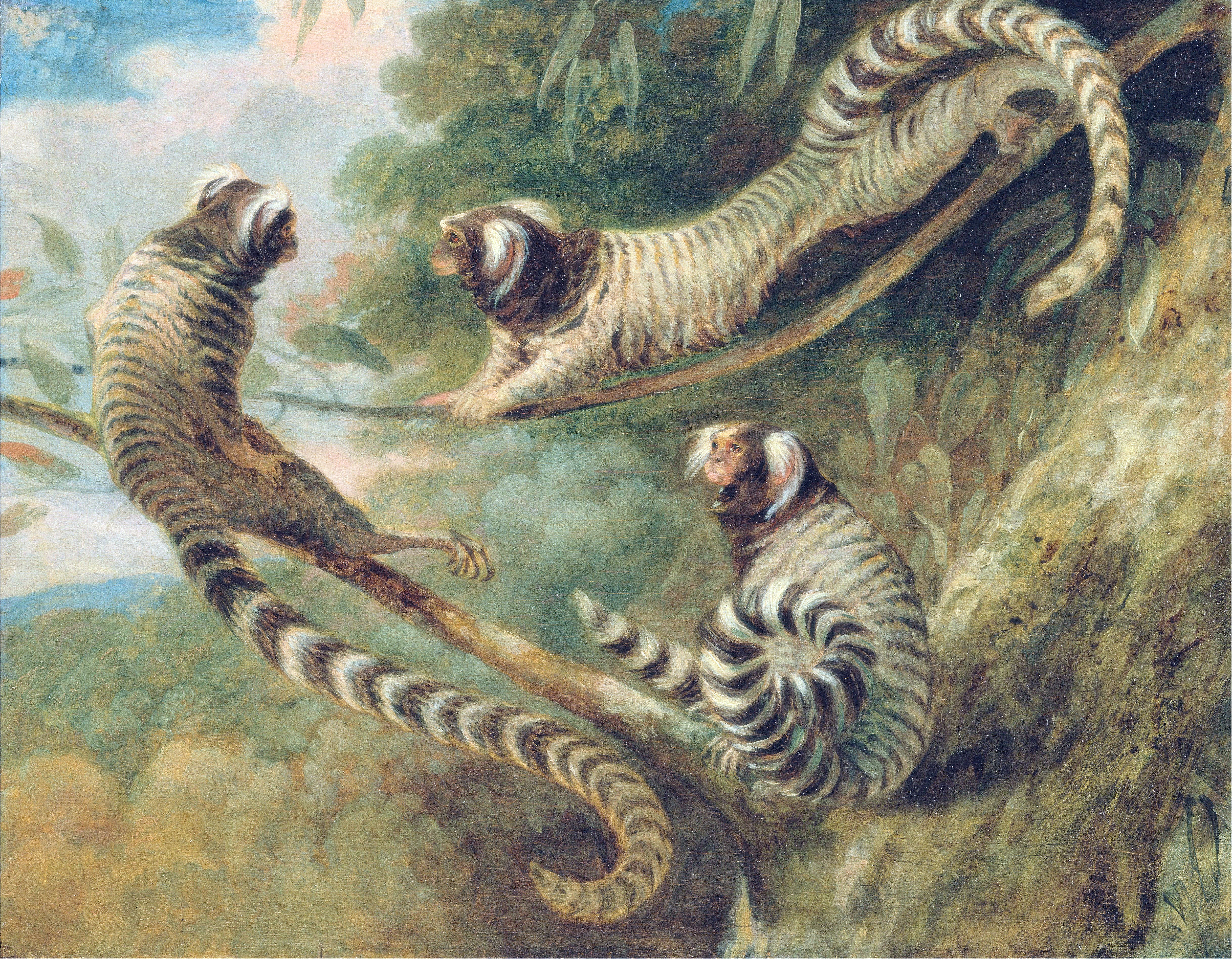
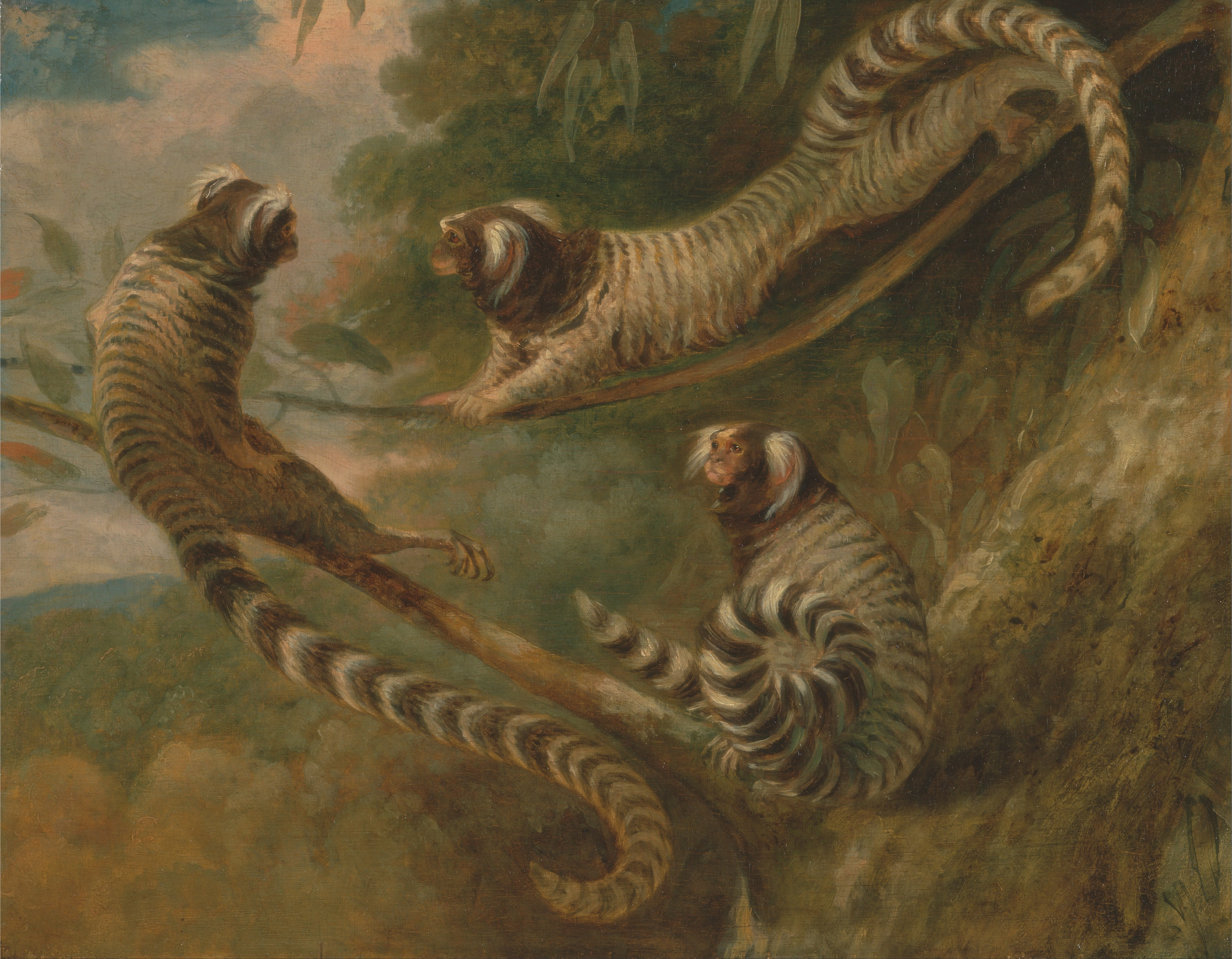